# Podabrus umasakanus
Podabrus umasakanus es una especie de coleóptero de la familia Cantharidae.

## Distribución geográfica
Habita en Japón.